# Außenalster
Außenalster ("Ydre Alster") er en af to kunstige indsøer indenfor Hamborgs bygrænse i Tyskland, og som er dannet af floden Alster. Den anden indsø kaldes Binnenalster. Außenalster har et areal på 1,6 km².
"Ydre" refererer her til de gamle bymure i Hamborg. Außenalster var del af indsøen, som var på "ydersiden" af bymurene. I dag eksisterer bymurene ikke længere, og i stedet går to bil- og togbroer, Lombardbrücke og Kennedybrücke, over floden.
Außenalster bruges af indbyggerne i Hamborg for rekreation, som for eksempel sejlads og roning. Næsten hele bredden af Außenalster er offentligt tilgængelig. Bredden varierer fra smalle stimler med grønt land til store offentlige parker (for eksempel Alstervorland). Det er populært at jogge rundt om søen (ca 7 km).

53°33′54″N 10°00′36″Ø / 53.565°N 10.01°Ø